# 楊溢
楊溢（1450年—1516年），字宗謙，號晋斋，直隸常州府武進縣（今屬常州市）人，民籍，明朝政治人物。

## 生平
弘治二年（1489年）己酉科應天府鄉試第一百六名舉人。弘治九年（1496年）中式丙辰科進士會試第二百四十八名，三甲第三十名進士。都察院觀政，选授浙江会稽县知县，弘治十六年（1503年）调官山東東昌府冠縣知縣。丁母憂歸，不復出仕。

## 家族
曾祖楊名之；祖父楊文；父楊厚，自號卷石。母錢氏。